# Paso de Trujillos
Paso de Trujillos är en ort i Mexiko.   Den ligger i kommunen San Juan de los Lagos och delstaten Jalisco, i den centrala delen av landet, 400 km nordväst om huvudstaden Mexico City. Paso de Trujillos ligger 1 810 meter över havet och antalet invånare är 183.
Terrängen runt Paso de Trujillos är en högslätt. Runt Paso de Trujillos är det ganska tätbefolkat, med 65 invånare per kvadratkilometer. Närmaste större samhälle är San Juan de los Lagos, 10,0 km sydväst om Paso de Trujillos. Trakten runt Paso de Trujillos består till största delen av jordbruksmark.